# City Morgue
City Morgue — американская рэп-рок-группа родом из Нью Йорка. В ней состоят: ZillaKami, SosMula, THRAXX, ScumBagChad. ZillaKami и SosMula являются вокалистами группы, THRAXX - продюсером, а ScumBagChad занимается дизайном одежды и стилистикой группы. City Morgue славится своим экспериментальным звучанием, включающим в себя элементы трэпа, метала и панка.

## История
До образования City Morgue в 2017 году Джуниус Роджерс, так же известный как ZillaKami, активно работал с 6ix9ine на андеграундной хип-хоп сцене в Нью-Йорке и написал многие из ранних песен 6ix9ine. Другим его коллегой был его старший сводный брат Питер Роджерс, так же известный как Righteous P, генеральный директор музыкального лейбла Hikari-Ultra. Братья поссорились с 6ix9ine после того, как он отказался возвращать причитающиеся деньги и своровал инструменты из группы. В ответ ZillaKami и другие недоброжелатели публично распространили информацию об обвинениях 6ix9ine в сексуальном насилии над детьми. ZillaKami познакомился с Винициусом Сосой, так же известным как SosMula, в свой первый день после выхода из тюрьмы, начал писать песни некоторое время спустя после встречи с продюсером звукозаписи THRAXX. Вместе с тех пор трио сделало много проектов под своими именами, такие как треки с визуальными эффектами SHINNERS13, 33RD BLAKK GLASS и SK8 HEAD, многочисленные синглы и альбом City Morgue Vol 1: Hell or High Water. ZillaKami также был на сингле Дензела Карри «Vengeance», и, в свою очередь, City Morgue был в туре Дензела Карри под названием TA13OO. 19 ноября 2018 года City Morgue провели свой первый концерт в Нью-Йорке в баре Saint Vitus, расположенном в Бруклине. Затем City Morgue был на $uicideboy$ GREY DAY, начиная с 24 июля 2019 года и заканчивая 24 августа 2019 года. 13 декабря 2019 года City Morgue выпустили свой второй альбом City Morgue Vol. 2: As Good As Dead. 31 июля 2020 года состоялся релиз третьего альбома группы TOXIC BOOGALOO. 15 сентября 2021 года был выпущен альбом City Morgue Vol 3: Bottom of the Barrel.
City Morgue известны своими энергичными и динамичными выступлениями, которые часто сопровождаются мощным звуком и яркой визуальной составляющей. Их концерты обычно проходят в маленьких и средних клубах и концертных залах, что создает более интимную атмосферу и позволяет более тесный контакт с публикой.
Фанаты описывают выступления City Morgue как "сумасшедшими" и "взрывными", с прыжками, мощными движениями и мощными битами, которые заставляют толпу двигаться и погружаться в атмосферу концерта. Члены группы также известны своими необычными костюмами и креативными визуальными эффектами, которые добавляют к драматическому образу группы.

## Музыкальный стиль
Музыка группы была классифицирована как панк-рэп, трэп-метал, хардкор-рэп, хорроркор и ню-метал, часто содержащие элементы экстремального метала и шок-рока. Во время интервью они заявили, что их музыка «это просто современный взгляд на ню-метал. Это больше трэп, с большим количеством 808-х и хай-хетов». Автор журнала Kerrang!, Гэри Суарес, сказал, что их «непоколебимо злобная смесь трэпа и металла… кренится в сторону мизантропии и нигилизма в тревожной степени». В статье для Revolver их музыка была описана как «полная тошнотворного синтезатора, дестабилизирующего баса и сбивающих с толку барсов». Кэт Джонс из Kerrang описала их музыку так: «Хриплый вокал ZillaKami перемежается более высоким регистром SosMula над металлическими семплами таким образом, что это кажется ужасающим и завораживающим одновременно». Том Брейхан из Stereogum сказал, что их музыка «берёт всё вытатуированные на лицах тенденции к молодой рэп-сцене SoundCloud, и они взрывают этот материал к чёртовой матери чертовски непропорционально, скрим-рэп о наркотиках и убийствах с бешеной свирепостью». Агрегатор журнала Respect сказал, что «они крутят готические истории, возвращаясь к хип-хопу восточного побережья».
Группа находится под влиянием панк-рока, хардкор-панка, ню-метала и хардкорного хип-хопа, особенно ссылаясь на такие влияния, как Behemoth, Slipknot, Title Fight, DMX, Radiohead, Onyx, Eminem и Tyler, The Creator.

## Дискография
Студийные альбомы
| Альбом                                     | Дата             |
| ------------------------------------------ | ---------------- |
| CITY MORGUE VOLUME 1: HELL OR HIGH WATER   | 12 октября 2018  |
| CITY MORGUE VOLUME 2: AS GOOD AS DEAD      | 13 декабря 2019  |
| TOXIC BOOGALOO                             | 31 июля 2020     |
| CITY MORGUE VOLUME 3: BOTTOM OF THE BARREL | 15 октября 2021  |
| MY BLOODY AMERICA                          | 15 сентября 2023 |

Мини-альбомы
| Альбом     | Дата            |
| ---------- | --------------- |
| Be Patient | 21 августа 2018 |

Синглы
| Сингл                                                                  | Дата            |
| ---------------------------------------------------------------------- | --------------- |
| ZillaKami x Sosmula — Go (при участии Balla Bonds)                     | 5 февраля 2017  |
| ZillaKami x SosMula — Babbage Patch Kids                               | 12 февраля 2017 |
| ZillaKami x SosMula — Yukk Mouth                                       | 20 февраля 2017 |
| ZillaKami x SosMula — Wardog Anthem                                    | 27 февраля 2017 |
| ZillaKami x SosMula — Kids Kuisine                                     | 7 марта 2017    |
| ZillaKami x SosMula — Jet Grind Radio                                  | 12 марта 2017   |
| ZillaKami x SosMula — $hrimp                                           | 19 марта 2017   |
| ZillaKami x SosMula — Hockey Pukk                                      | 26 марта 2017   |
| ZillaKami x SosMula — Bukkake                                          | 2 апреля 2017   |
| ZillaKami x SosMula — SkateWitch                                       | 17 апреля 2017  |
| ZillaKami x SosMula — Bhum Bukket                                      | 15 мая 2017     |
| ZillaKami x SosMula — Shinners 13                                      | 28 июня 2017    |
| ZillaKami x SosMula — FUKK DAT                                         | 5 ноября 2017   |
| ZillaKami x SosMula — Drop Dead                                        | 3 декабря 2017  |
| ZillaKami x SosMula — 33rd Blakk Glass                                 | 23 марта 2018   |
| ZillaKami x SosMula — SK8 Head                                         | 11 мая 2018     |
| ZillaKami x SosMula — Gang Green                                       | 10 июня 2018    |
| ZillaKami x SosMula — TrainSpotting                                    | 20 августа 2018 |
| ZillaKami x SosMula — Nitro Cell                                       | 20 августа 2018 |
| ZillaKami x SosMula — Drag Me To Hell                                  | 20 августа 2018 |
| ZillaKami x SosMula — Suwoop                                           | 12 мая 2019     |
| Dark Polo Gang — Young Rich Gang RMX (при участии ZillaKami x SosMula) | 24 мая 2019     |
| Pouya — Bulletproof Shower Cap (при участии ZillaKami x SosMula)       | 27 июня 2019    |
| ZillaKami x SosMula — 66Slavs                                          | 7 июня 2019     |
| ZillaKami x SosMula — DAWG                                             | 19 июля 2019    |
| ZillaKami x SosMula - WHAT'S MY NAME                                   | 1 октября 2021  |
| ZillaKami x SosMula - Skull n' Bones                                   | 28 апреля 2023  |